# Annie Besant
Annie Besant (1847. október 1. – 1933. szeptember 20.) brit teozófus, nőjogi aktivista, indiai politikus, író. A Teozófiai Társaság egyik jelentős szószólója volt.

## Élete
Két gyermeke született az anglikán paptól, akihez húszévesen, 1867-ben ment feleségül. Növekvő vallásellenes nézetei miatt 1873-ban elváltak. 1887-ben már jól ismert szabadgondolkodó. A fábiánus brit szocialista mozgalomban tevékenykedett, sztrájkokat szervezett. George Bernard Shaw jó barátja lett. Újságíróként ismerkedett meg Helena Blavatsky könyveivel, és nemsokára be is lépett a Teozófiai Társulatba. Blavatsky 1891-es halála után a Társulat egyik fő vezéralakja lett. Leadbeaterrel egy sor jógaalapú sziddhi gyakorlatba fogtak hogy látnoki erővel nézzenek bele a kémiai elemek atommagjaiba.
Számos helyen tartott előadást, Budapesten is: 1905-ben egyedül, majd 1906-ban Rudolf Steinerrel közösen.
1907-ben a Teozófiai Társulat elnöke lett, aminek a nemzetközi központja akkoriban Adyarban (ma Csennai része) volt. Részt vett az indiai politikában, és csatlakozott az indiai nemzeti kongresszushoz. 1909-ben Indiában, Krisnamúrtiban vélte megtalálni az új Messiást, Jézus Krisztus és Buddha reinkarnációját. Krisnamúrti akkor még 14 éves volt. A szárnyai alá vette és Krisnamúrti angol és indiai elemeket ötvöző oktatásban részesült. 
1911-ben létrehozták A Felkelő Nap Rendjét  (későbbi Keleti Csillagrend-et), hogy ne csak a Társulat tagjai, hanem bárki csatlakozhasson a fiatal mester követőihez.
Rudolf Steiner nem fogadta el Krishnamurti tévesen feltételezett istenségét, mire Besant kizárta őt és az egész német ágat a Társulatból. Steiner ezután megvetette az antropozófia mozgalom alapjait. 
Krisnamúrti spirituális élményei után 1929-ben visszadobta a krisztusi istenség szerepét, majd a Csillagrendet is feloszlatták, a Teozófiai Társulatban pedig zavar tört ki, amin később sem tudtak teljesen úrrá lenni.
Számos teozófiai tárgyú könyvet és pamfletet is írt. Szanszkritból lefordította angolra a Bhagavad-gítát. Ő szervezte az első Teozófiai Világkongresszust 1921-ben. Politizált is; Mahatmá Ghandi munkatársa volt egy időben.
Az ő segítségével 1930-ban vettek a Magyar Teozófiai Társulatnak egy székházat.
Besant élete végéig küzdött a teozófiáért és India függetlenségéért. 1933-ban halt meg Adyarban.

## Művei

### Magyarul
- Dharma Archiválva 2014. október 31-i dátummal a Wayback Machine-ben
- Az ősi bölcsesség Archiválva 2018. február 21-i dátummal a Wayback Machine-ben
- Karma – az ok-okozat törvénye Archiválva 2014. október 31-i dátummal a Wayback Machine-ben
- A vallás és az erkölcs egyetemes kézikönyve Archiválva 2020. január 19-i dátummal a Wayback Machine-ben
- Ezoterikus kereszténység Archiválva 2019. április 16-i dátummal a Wayback Machine-ben
- Spirituális élet a világi ember számára Archiválva 2012. január 31-i dátummal a Wayback Machine-ben
- További művei magyarul
- Az élet rejtélye (teozófiai megvilágításban); ford. Ferenczy Izabella; Pfeifer F., Bp., 1913 (Teozófiai könyvtár)
- A mesterek; ford. Szlemenics Mária; Pfeifer, Bp., 1913 (Teozófiai könyvtár)
- "Amíg Ő eljövend". Kivonatok A. Besant beszédeiből; ford. Szlemenics Mária; Kilián, Bp., 1914
- Az előcsarnokban. Annie Besant öt előadása; ford. Szlemenics Mária; Magyar Teozófiai Társulat–Kilián, Bp., 1916
- Miért hiszünk a Világtanító eljövetelében?; Keleti Csillag-Rend, Nagyszeben, 1916 (Keleti Csillag-Rend kiadványa)
- A benső kereszténység vagy a kisebb rejtélyek, 1-3.; ford. Ferenczy Izabella; Magyar Teozófiai Társulat, Bp., 1917–1919
- Világunk átalakulása; ford. Ráthonyi Ákosné; Eggenberger, Bp., 1917
- Bhagavad-Gitá. Az isteni ének; szanszkritból ford., bev. Annie Besant, angolból ford. Gömöryné Maróthy Margit, Légrády, Bp., 1924
- A teozófus munkája; utószó C. W. Leadbeater; Magyar Teozófiai Társulat, Bp., 193?
- Dharma. Előadás Annie Besant Dharma c. műve nyomán; Magyar Teozófiai Társulat, Bp., 193?
- Annie Besant–C. W. Leadbeater: Karma. Az igazság okkult törvénye; feldolg. Feketéné Szegedy-Maszák Leona, Nagyiványi Fekete Pál; Magyar Kiadó, Bp., 1930
- A sors törvénye. Annie Besant "Karma" című könyve; Magyar Teozófiai Társulat, Bp., 1941; reprint: Magyar Teozófiai Társulat, 1991
- Az újraszületés törvénye; ford. K. M.; Magyar Teozófiai Társulat, Bp., 1942; reprint: Magyar Teozófiai Társulat, 1991
- Vegetárizmus teozófiai megvilágításban; ford. M. S.; Magyar Teozófiai Társulat, Bp., 1942
- Bevezetés a jógába; ford. Nagy G.-né Vadnay Emma; Magyar Teozófiai Társulat, Bp., 1943
- Bhagavad-gitá. Az isteni ének; szanszkritból ford. Annie Besant, angolból ford. Gömöryné Maróthy Margit; Buddhista Misszió, Bp., 1984
- Az ősi bölcsesség; ford. Vadnay Emma, kieg. Reicher László; Magyar Teozófiai Társulat, Bp., 1994
- Karma / Újraszületés / Dharma; ford. Szabari János; Magyar Teozófiai Társulat, Bp., 2003
- Az ősi bölcsesség; ford. Vadnay Emma, kieg. Reicher László; 2. jav. kiad.; Magyar Teozófiai Társulat, Bp., 2009
- Ezoterikus kereszténység. A kisebb misztériumok; ford. Hary Györgyné, átdolg. Szabari János; Magyar Teozófiai Társulat, Bp., 2010

### Angolul
| - Művei az Online Books-n (angolul) - Művei az Open Library-n (angolul) - The Political Status of Women (1874) - Christianity: Its Evidences, Its Origin, Its Morality, Its History (1876) - The Law of Population (1877) - My Path to Atheism (1878, 3rd ed 1885) - Marriage, As It Was, As It Is, And As It Should Be: A Plea for Reform (1878) - The Atheistic Platform: 12 Lectures One by Besant (1884) - Autobiographical Sketches (1885) - Why I Am a Socialist (1886) - Why I Became a Theosophist (1889) - The Seven Principles of Man (1892) - Bhagavad Gita (translated as The Lord's Song) (1895) - Karma (1895) - The Ancient Wisdom (1897) - Dharma (1898) - Thought Forms with C. W. Leadbeater (1901) - The Religious Problem in India (1901) - Thought Power: Its Control and Culture (1901) - Esoteric Christianity (1905 2nd ed) |  | - A Study in Consciousness: A contribution to the science of psychology. (ca 1907, rpt 1918) - Occult Chemistry with C. W. Leadbeater (1908) - An Introduction to Yoga (1908) - Australian Lectures (1908) - Annie Besant: An Autobiography (1908 2nd ed) - The Religious Problem in India Lectures on Islam, Jainism, Sikhism, Theosophy (1909) - Man and His Bodies (1896, rpt 1911) - Elementary Lessons on Karma (1912) - A Study in Karma (1912) - Initiation: The Perfecting of Man (1912) - Man's Life in This and Other Worlds (1913) - Man: Whence, How and Whither with C. W. Leadbeater (1913) - The Doctrine of the Heart (1920) - The Future of Indian Politics 1922 - The Life and Teaching of Muhammad (1932) - Memory and Its Nature (1935) - Various writings regarding Helena Blavatsky (1889–1910) |  | - Pamfletek: - "Sin and Crime" (1885) - "God's Views on Marriage" (1890) - "A World Without God" (1885) - "Life, Death, and Immortality" (1886) - "Theosophy" (1925?) - "The World and Its God" (1886) - "Atheism and Its Bearing on Morals" (1887) - "On Eternal Torture" (n.d.) - "The Fruits of Christianity" (n.d.) - "The Jesus of the Gospels and the Influence of Christianity" (n.d.) - "The Gospel of Christianity and the Gospel of Freethought" (1883) - "Sins of the Church: Threatenings and Slaughters" (n.d.) - "For the Crown and Against the Nation" (1886) - "Christian Progress" (1890) - "Why I Do Not Believe in God" (1887) - "The Myth of the Resurrection" (1886) - "The Teachings of Christianity" (1887) |  |

## Fordítás
- Ez a szócikk részben vagy egészben  az   Annie Besant című angol Wikipédia-szócikk fordításán alapul.  Az eredeti cikk szerkesztőit annak laptörténete sorolja fel. Ez a jelzés csupán a megfogalmazás eredetét és a szerzői jogokat jelzi, nem szolgál a cikkben szereplő információk forrásmegjelöléseként.